# Ameridion chilapa
Ameridion chilapa là một loài nhện trong họ Theridiidae.
Loài này thuộc chi Ameridion. Ameridion chilapa được Herbert Walter Levi miêu tả năm 1959.